# Sophie Sander
Sophie Sander geb. Diederichs (* 26. Oktober 1768 in Pyrmont; † 21. März 1828 in Berlin) war eine deutsche Salonnière.

## Leben
Sophie Sander war jüngste Tochter des Hannoverschen Brunnen-Kommissarius Diederichs in Bad Pyrmont. Sie erhielt eine sorgfältige Erziehung und verlebte ihre Jugend abwechselnd in Bad-Pyrmont und in Hannover.
Früh wurden ihre Schönheit, ihr Charme und ihre Fähigkeit zu geistreicher Ironie bemerkt. Nachdem sie lange als alleinstehende Frau gelebt hatte, heiratete sie im Jahre 1795 den Verleger Johann Daniel Sander, über den sie vielfältige Kontakte mit jungen Schriftstellern knüpfte.
Sophie Sander gelang es – auf Anregung ihres Mannes – schnell einen eigenen literarischen Salon aufzubauen, der in den Jahren um 1800 primär von Autoren besucht wurde, die bei ihrem Ehemann unter Vertrag standen. Zwar war die Gründung des Salons auf die Initiative Daniel Sanders zurückgegangen, der sein Haus zu einem Treffpunkt für Berliner Gelehrte und Literaten machen wollte, doch schon bald bildete die hübsche, lebhafte und schlagfertige Sophie den Mittelpunkt des Salons.
Zwischen 1800 und 1806 war der Salon der Sophie Sanders in der Breiten Straße Nummer 23 von großer Bedeutung für die Berliner Frühromantik. Sophie Sanders Salon war der erste bildungsbürgerliche Salon, der von einer Frau unterhalten wurde, die nicht jüdischer Herkunft war.
Sie empfing andere bekannte Salonièren wie Rahel Levin und die Dichter des „Nordsternbundes“. Zu den Paten ihrer 1801 geborenen Tochter Emilie zählten Goethe, den Sophie Sander in Leipzig kennengelernt hatte und mit dem sie korrespondierte, und Jean Paul, der bei ihr zu Gast gewesen war und sie sehr schätzte.
Die Blütezeit des Salons der Sanders war bereits im Jahre 1805 Vergangenheit. Geschäftliche Probleme ihres Ehemanns, die sich mit der napoleonischen Besetzung und der Niederlage Preußens im Jahre 1806 noch verschlimmerten, führten zu schweren psychischen Problemen bei Johann Daniel Sander. Um eine weitere Einnahmequelle zu erhalten, eröffnete Sophie Sander im Jahre 1809 ein Mädchenpensionat. Im Jahre 1810 versuchte sie, ihren früheren geselligen Salon auferstehen zu lassen, konnte jedoch nicht an ihre alten Erfolge anknüpfen. Für den 1. Oktober 1813 kündigte sie unter der Adresse der Buchhandlung, inzwischen Kurstraße 51, eine private Töchterschule mit Pension an.
Bei der Frauenrechtlerin Else Lüders handelt es sich um eine Urenkelin, die sich im Jahr 1940 dem Leben der Sanders in dem Buch Die Sanders widmete.

### Habitués
Zu den Gästen der Sanders gehörten u. a. die Brüder Alexander und Wilhelm von Humboldt, Heinrich von Kleist, Karl August Böttiger, Friedrich Schlegel, Clemens Brentano, Johannes von Müller, Johann Friedrich Zöllner, Carl Friedrich Zelter, Adam Heinrich Müller, Johann P. F. Ancillon, Franz Theremin, Adelbert von Chamisso, Karl August Varnhagen von Ense, August Wilhelm Schlegel, Goethe und Jean Paul. Sie war befreundet mit Joachim Heinrich Campe und Johann Wilhelm Ludwig Gleim und stand im Briefwechsel mit Heinrich von Kleist, Adam Heinrich Müller, Zacharias Werner und Johann Gottfried Herder, sowie dessen Ehefrau Maria Karoline Flachsland.
Aufgrund eines unvorteilhaften Berichts von Ludwig Geiger über Sophie Sander steht ihr Salon in der Rezeption hinter den Literarischen Salons von Henriette Herz und Rahel Levin zurück.